# Santa Verdiana
Verdiana, o Viridiana (Castelfiorentino, 1182 – Castelfiorentino, 1º febbraio 1242), è stata una religiosa italiana, venerata come santa vergine dalla Chiesa cattolica.
La santa ha vissuto come eremita per più di 30 anni in una cella nella città di Castelfiorentino.

## Biografia
Nata intorno al 1172 a Castelfiorentino, da una famiglia di contadini, rimane orfana a causa della peste. Dopo la morte dei genitori fu accolta da una famiglia di contadini, forse dei parenti e cominciò a lavorare come pastorella. Già da molto giovane la sua vocazione era evidente, bontà, generosità e carità, soprattutto verso i poveri, la caratterizzavano.
Intanto la fama della bontà e dalla predilezione divina cominciò a crescere intorno a Verdiana, tale da essere voluta a servizio nella casa della famiglia Attavanti, famiglia nobile ormai decaduta. In casa Attavanti, Verdiana svolgeva varie mansioni e aveva piena fiducia della famiglia. 

### Primo miracolo: i legumi
Nel paese ci fu un periodo di grande carestia, molte persone andavano a chiedere aiuto a Verdiana e lei offriva loro quello che aveva. Il signore Attavanti, commerciante di prodotti agricoli, possedeva una grande cassa contente molti legumi da poter rivendere. Verdiana, ogni volta che qualcuno chiedeva cibo, andava ad attingere da questa riserva tanto da svuotarla. Il signore Attavanti, inconsapevole che Verdiana avesse donato tutti i legumi, vendette la merce e quando andò per consegnarla scoprì che era la merce non c'era più e si infuriò con Verdiana. Ella pregò Dio tutta la notte per avere un aiuto dal cielo e la mattina seguente la cassa era piena di legumi freschi e odorosi. 

### Verdiana pellegrina
A seguito del miracolo Verdiana diventò molto conosciuta a Castelfiorentino e, sentendo il desiderio di pregare e trovare la propria strada, decise di peregrinare su alcune tombe degli apostoli insieme ad altre donne. Come prima meta si incamminò verso Santiago di Compostela dal quale riporta una statuetta di ambra di San Giacomo e una piccola croce di pietra dura che sono conservate nel reliquiario nella cappella del Santuario a lei dedicato a Castelfiorentino. 
Successivamente si recherà a Roma con il desiderio di pregare sulla tomba degli apostoli Pietro e Paolo e incontrare il Papa Innocenzo III.

### Verdiana eremita
Al ritorno da Roma Verdiana provò il desiderio di vivere da eremita e si ritirò in una piccola cella, costruita dei castelani, accanto al piccolo oratorio di Sant'Antonio abate, dove oggi si trova il Santuario. Questa dimora era molto piccola e con una finestrella poteva comunicarecon l'esterno e ascoltare la messa. Il pievano accolse i suoi voti, la rivestì dell'abito da eremita e ci fù una solenne processione con tanti sacerdoti e una gran folla. Una volta murata la porta d'accesso, Verdiana rimase separata dal mondo. Prendendo come ideale la regola di San Benedetto: «Ora et labora»; lei, come le altre cellane della Toscana, faceva piccoli lavoretti, come tessere e filare la lana, mentre il sostentamento alimentare se ne occupava la comunità di Castelfiorentino.
Si racconta che nella cellina entrarono due serpi; questo fatto non è strano date le condizioni paludose e fangose. Le due serpi diventarono presto compagne della Santa, che dava loro da mangiare, nonostante occasionalmente fosse infastidita e morsicata dalle stesse.

### I miracoli di Verdiana reclusa

#### Miracolo dell'acqua trasformata in vino
In un giorno d'estate un ragazzino si trovava in chiesa e, vedendolo dalla finestra della cella, Verdiana gli chiese di andare a prendere dell'acqua. Lui obbedì prendendo l'acqua dal pozzo con un piccolo orcio. Quando la Santa vide all'interno dell'orcio non vide acqua ma vino. Il ragazzo stupito corse a racontare a tutti gli abitanti del piccolo borgo di Timignano l'accaduto.

#### Miracolo del bambino caduto da cavallo
Un bimbo caduto da cavallo si ruppe un bracio e una gamba e si lamentava così tanto che i genitori erano disperati. Portarono il bimbo a Verdiana perché lei li aiutasse. Una volta lì, la madre lo prese in braccio e lo appoggiò alla finestrella della cella perché la Santa non rispondeva. Appena il bimbo toccò la finestra smise immediatamente di piangere e guarì.

#### Miracolo della cieca
Una donna che era rimasta cieca a causa di una malattia andò da Verdiana e le raccontò le sue pene. La santa la consolò e le suggerì di sopportare con pazienza la sua disgrazia. Alla fine le donò un ramoscello di ulivo benedetto, che aveva ricevuto dal suo confessore la Domenica delle Palme. La donna se lo mise sugli occhi e subito riacquistò la vista.

### Incontro con San Francesco
Nel 1221 Francesco d'Assisi venne a Castelfiorentino, dove conobbe Santa Verdiana, che l'ammise al terzo Ordine francescano. In onore di tale incontro è stata eretta la Chiesa di San Francesco a Castelfiorentino, inaugurata nel 1226.

## Leggende devozionali e culto
Secondo la tradizione, durante il suo incarico di amministratrice presso uno zio facoltoso, spesso Verdiana coglieva occasione per donare ai poveri quello che giaceva nei magazzini. In una di queste circostanze vennero a mancare delle derrate che un compratore stava aspettando. Verdiana, che aveva donato quel cibo ai poveri, pregò lo zio di pazientare per un giorno e miracolosamente l'indomani il magazzino fu di nuovo fornito di quanto mancava.
Secondo un'altra leggenda tramandata dalla tradizione devozionale, negli ultimi anni della sua vita avrebbe condiviso la celletta con due vipere, che avrebbero cercato invano di farla uscire all'aperto, ma non ne uscì se non dopo la morte. Sempre secondo la tradizione, alla sua morte le campane di Castelfiorentino si sarebbero messe a suonare tutte insieme.
Nel 1533 papa Clemente VII ne approvò il culto. Se ne celebra la festa liturgica il 1º febbraio.

## Testimonianze iconografiche
Numerose sono le testimonianze iconografiche inerenti a santa Verdiana. Tra queste ricordiamo: 
- la tavola di Ugolino di Nerio (secondo altri di un anonimo maestro senese del XIV secolo), che si conserva nel Museo di Santa Verdiana a Castelfiorentino.
- una tavola di un anonimo pittore toscano con una Madonna col Bambino tra i santi Girolamo e Verdiana, nella seconda sala del Museo di Santa Verdiana, databile al primo quarto del XVI secolo.
- un affresco di Benozzo Gozzoli nel Palazzo comunale di Castelfiorentino, datato 1490 (per lettura di un'iscrizione).
- una terracotta databile ai primi anni del XVI secolo che si conserva nella chiesa del convento di San Vivaldo, nell'omonima frazione del comune di Montaione.
- il dipinto del 1600 di Jacopo Chimenti detto l'Empoli, aggiornato da Alessandro Gherardini, con La Vergine assunta tra i santi Antonio abate e Verdiana, nel santuario dedicato alla santa a Castelfiorentino.
- una tela di Francesco Boldrini del 1618 raffigurante la Madonna in gloria tra i santi Lorenzo, Antonio abate, Francesco, Apollonia, Cecilia, Verdiana, Carlo Borromeo e Sofia posta sull'altare dell'oratorio di San Carlo Borromeo a Castelfiorentino.
- una tavola di un anonimo pittore toscano con i Santi Sebastiano e Verdiana, nella Chiesa della Madonna del Soccorso e San Marco a Montopoli in Val d'Arno databile al XVII secolo.
- un affresco di anonimo pittore toscano raffigurante la Madonna col Bambino in trono tra i santi Sebastiano e Verdiana nell'altare maggiore della Chiesa della Madonna del Soccorso e San Marco di Montopoli in Val d'Arno, datato al XVI secolo.